# Ентерая
Ентера́я (Інтрая, Енте-Рахія) — невеликий острів в Червоному морі в архіпелазі Дахлак, належить Еритреї, адміністративно відноситься до району Дахлак регіону Семіен-Кей-Бахрі.

## Географія
Розташований при вході до бухти Губбет-Мус-Нефіт острова Дахлак, біля західного узбережжя острова Нокра. Має правильну трикутну форму. Довжина в основі майже 2 км, довжина по північному краю — 2 км, по східному — 1,1 км. Зі сходу облямований піщаними мілинами та кораловими рифами.